# Abu Madid
Abu Madid (fr. Boumdeïd) – miasto w południowo-zachodniej Mauretanii, w regionie Al-Asaba, w departamencie Abu Madid. Siedziba administracyjna gminy Abu Madid. W 2000 roku liczyło ok. 4,6 tys. mieszkańców.